# Белютин, Элий Михайлович
Э́лий (Ели́гий) Миха́йлович Белю́тин (10 июня 1925, Москва — 27 февраля 2012 или 26 февраля 2012, Москва) — советский и российский живописец, последователь абстракционизма, заметная фигура в неофициальной культуре Москвы послесталинской эпохи, художественный теоретик и педагог, коллекционер; супруг и частый соавтор искусствоведа Нины Молевой.

## Биография
Окончил художественный факультет Педагогического института в Москве. Основатель и руководитель студии «Новая реальность». Учился у Аристарха Лентулова, Льва Бруни, Павла Кузнецова. Именно им принадлежит термин «Новая реальность», давший название собственной художественной школе Белютина.
С 1950 года начинает преподавательскую деятельность. Сначала в Московском товариществе художников, потом, с 1954 года, Белютин руководит «Экспериментальной студией живописи и графики» при Горкоме художников книги и графики. Студия арендовала один из залов в Доме учителя на Большой Коммунистической улице для своих занятий. Именно в этом помещении и начинает складываться студия «Новая реальность», здесь же проходят и их первые выставки, в том числе знаменитая «Таганская» выставка в ноябре 1962 года. На открытии этой выставки присутствовали иностранные журналисты и американское ТВ. Был снят фильм, который через несколько дней показали по западному телевидению, западная пресса много писала об этой выставке. Реакция советских органов была быстрой, но художники успели снять и вывезти все картины.
Некоторые официальные лица министерства культуры предложили Белютину выставить картины с этой выставки на открывавшейся через день выставке в Манеже, посвящённой 30-летию Московского отделения Союза художников СССР. Художники повесили свои картины на втором этаже выставки в Манеже. После её посещения 1 декабря 1962 года Н. С. Хрущёвым с другими руководителями советского правительства и КПСС, 2 декабря в газете «Правда» была опубликована статья о посещении этой выставки. Все картины студии Э. М. Белютина были сняты. Не имея помещения для работы студии, он решает строить мастерскую в Абрамцево на дачном участке.
В 1970-е годы продолжал вести группы по повышению квалификации:
- на Комбинате имени Я. Свердлова;
- на Трёхгорке;
- в Областном отделении Союза художников;
- в ВИА Лёгкой промышленности.

В 1960-е годы произведения Э. М. Белютина экспонировались во Франции.
В 1969 Итальянской Академией современного искусства художнику была присуждена золотая медаль «За выдающиеся творческие достижения и деятельность, имеющие международное значение».
В 1970 был избран членом Итальянской Академии современного искусства, присуждение премии Дженнаццано и золотой медали международной Биеннале фигуративного искусства (Италия).
В 1970-е участвовал в выставках в Италии, Германии, США, Бельгии, Англии.
Похоронен на Новодевичьем кладбище Москвы.

## Творчество

Элий Белютин

В своем творчестве Белютин проделал путь от абстрактного экспрессионизма ранних лет к сугубо схематичному письму позднего периода. Опираясь на положения конструктивизма и супрематизма, художник создает свой особый художественный стиль, так называемую «модульную живопись», язык символов. «Модули» отображают ощущения от предмета/понятия на плоскости и их взаимодействие в пространстве, выстраивают при помощи четких и ярких символов нарратив в абстракции, напоминая визуальное отражение гештальт-теории.

## Студия «Новая реальность»
В 1953 Белютин устраивается преподавателем рисунка и живописи в институт повышения квалификации работников издательств полиграфии. Через несколько месяцев группа художников под руководством Белютина начала заниматься самостоятельно. С этого момента практически все знаковые события жизни художника неразрывно связаны с историей его студии, получившей позже название «Новая реальность», базировавшейся на его даче в подмосковном Абрамцеве (1964—2007).
Белютин был прекрасным педагогом и тонким психологом. За ним шли сотни увлеченных искусством человек. Он не обещал им ни денег, ни славы, ни мирового признания, но давал ощущение свободы, внутреннего раскрепощения и самореализации. С «Новой реальностью» и непосредственно с занятиями у Белютина связано более 3 000 художников, скульпторов, дизайнеров, архитекторов. Формально направление было запрещено после посещения Н. С. Хрущёвым выставки в Манеже 1 декабря 1962 года. Особые педагогические способности, присущие Белютину, отмечали все, кому доводилось присутствовать и работать у него в студии. В условиях запрета на многие русские произведения начала века и практически всё современное западное искусство, студия была местом, в котором молодые художники могли познакомиться с «другим искусством» и ощутить свободу творчества. Свою педагогическую методику Элий Белютин оформил в «Теории всеобщей контактности». Из студии «Новая реальность» вышли такие художники, как Виктор Булдаков, Рая Голышко, Люциан Грибков, Владислав Зубарев, Алексей Колли, Александр Крюков, Геннадий Ларишев, Наталья Левянт, Борис Миронов, Юлия Мустерман, Светлана Некрасова, Ольга Немчинова, Валентин Окороков, Вера Преображенская, Елена Радкевич, Анатолий Сафохин, Анатолий Строчилин, Тамара Тер-Гевондян, Майя Филиппова, Натта Конышева, Мария Эсмонт, Виктор Гершман.

## Теория всеобщей контактности
Белютин разработал авторскую теорию «всеобщей контактности», пересекающуюся в своих изначальных посылах с известной теорией Г. Юнга о занятии живописью как способе терапии при психотических состояниях и других нарушениях психоэмоционального строя. Сам Белютин основой своей методики называл педагогическую теорию П. П. Чистякова.
Теория контактности исходит из того, что искусство является самой яркой формой проявления творческой потенции человека; этот же посыл Белютин переносит в общечеловеческий масштаб, утверждая, вслед за теоретиками русского авангарда, что искусство может стать истинным стимулом развития общества.

## Выставки
Совместно с художниками «Новой реальности»
- 1962, ноябрь — «Таганская» выставка. Б.Коммунистическая улица. Москва.
- 1962, декабрь -выставка «30-летию МОСХа». ЦВЗ «Манеж». Москва.
- 1964—1969 — 1-6 Абрамцевские выставки. Совместно со студией «Новая реальность».
- 2014 — «За гранью предметности» Русский музей. Санкт-Петербург.

Персональные выставки:
- 1961 — Польша, Варшава, Галерея «Кшиве коло»;
- 1962 — Франция, Париж, Галерея Ламбер (в рамках Парижского Биеннале);
- 1972 — Франция, Париж, Галерея Ламбер;
- 1990 — Польша, Варшава, Галерея современного искусства Центра художественных выставок;
- 1994 — Канада, Торонто, Галерея Тофиас[8].

## Коллекция

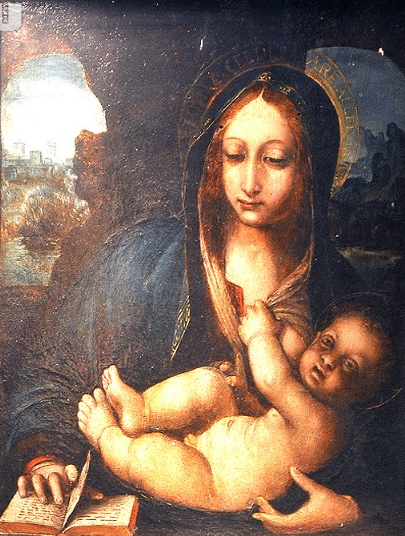
Леонардеск. «Мадонна Млекопитательница с Младенцем и книгой», из коллекции Элия Белютина и Нины Молевой

С 1870-х годов предки Белютина собирали произведения искусства. В настоящее время коллекция насчитывает около 1000 предметов. В 2013 году вдова художника Нина Михайловна Молева завещала всё в дар президенту РФ Путину.

## Награды
- Орден Почёта (6 сентября 2001 года) — за многолетнюю плодотворную деятельность в области культуры и искусства, большой вклад в укрепление дружбы и сотрудничества между народами[9]
- Офицер ордена Заслуг перед Республикой Польша (21 февраля 2001 года, Польша)[10]

## Работы находятся в собраниях
- Государственная Третьяковская галерея, Москва.
- Государственный Русский музей, Санкт-Петербург.
- Центр Жоржа Помпиду, Париж, Франция.
- Пермская государственная художественная галерея